# Кокбел
Кокбе́л (каз. Көкбел) — село у складі Райимбецького району Алматинської області Казахстану. Входить до складу Какпацького сільського округу.
Населення — 595 осіб (2021; 1021 у 2009, 1080 у 1999, 1288 у 1989).